# Jean-Michel Noirey
 (octobre 2021).
Si vous disposez d'ouvrages ou d'articles de référence ou si vous connaissez des sites web de qualité traitant du thème abordé ici, merci de compléter l'article en donnant les références utiles à sa vérifiabilité et en les liant à la section « Notes et références ».
Pour l’article ayant un titre homophone, voir Noiret.
Jean-Michel Noirey, né à Corbie dans le département de la Somme, est un acteur, dramaturge, metteur en scène et chanteur français, également artiste peintre.

## Biographie
Jean-Michel Noirey est né à Corbie dans la Somme, mais il a passé son enfance à Senlis dans l'Oise, puis à Saint-Quentin dans l'Aisne où il fait ses études. Picard d'origine, il se rend ensuite à Paris où, après une formation au Cours Simon dont il sort avec un premier prix, il commence sa carrière dans les années 1980 d'abord comme comédien de théâtre.
À la fois meneur de troupes à travers l'Eden Théâtre et Les Indomptables, collectifs au sein desquels il met en scène plusieurs pièces, il écrit aussi des spectacles tels que La Saison des blessures, récit sur la guerre de 14-18, texte lu au Petit Théâtre de l'Odéon, et Maurice l'indomptable, créé en scène nationale à Amiens et repris au théâtre Tristan Bernard, à Paris.
On le retrouve aussi au cinéma et à la télévision dans de nombreux rôles.
Parallèlement, dans les années 1990, Jean-Michel Noirey commence sa carrière musicale. Toujours à la recherche de l'identité musicale que lui inspire sa terre natale[non neutre], Jean-Michel Noirey explore les genres et le métissage musical avec pour fil conducteur le travail sur la mémoire, le souvenir de toutes les nationalités qui ont foulé le sol de la Picardie lors de la Grande Guerre.
En 1990, il rédige la première version du monologue de Maurice l'indomptable (théâtre et musique) et, en 1994, il travaille sur l'écriture musicale et premiers textes de chansons en collaboration avec Nicolas Repac. Dans la deuxième version de Maurice l'indomptable de 1997, les chansons sont incontournables du spectacle et il enregistre le livret de la pièce au studio Label Bleu à Amiens. Il rencontre par la suite l'accordéoniste Philippe Mallard avec lequel il fera 70 représentations de Maurice l'indomptable au théâtre Tristan Bernard (Paris) entre 1999 et 2000, tout en faisant ses premiers concerts en duo lors d'une tournée en région Picardie.
Courant 2001 et 2002, il fait la première partie de Paul Personne et de Tri Yann dans le cadre d'une tournée appelée Tout nu dans le soleil, commencée dans le Nord de la France et qui s'est achevée à La Maroquinerie à Paris. À partir de 2003, il commence l'écriture de l'album Questions de couleurs en collaboration avec Philippe Mallard, qui sort finalement en 2006 à l'occasion du festival de la Sucrerie en Picardie. Pendant toute cette période, il participe à de nombreux concerts au Salmanazar (Épernay), à L'Estive (Foix - Tournée en Ariège), au Café de la danse (Paris) ou Chez Ramulaud (Paris).
En 2007, tout en préparant son futur album, il rencontre et collabore avec le guitariste Acacio Andrade et le réalisateur et compositeur Bertrand Allaume. En 2009, il sort l'album La Vie en boucle, suivi deux ans plus tard de Rouget Braconnier - Matricule 7358.
Par ailleurs, il peint et expose au Crotoy.

## Filmographie

### Cinéma

#### Années 1980
- 1985 : Moi vouloir toi de Patrick Dewolf
- 1986 : Deux enfoirés à Saint-Tropez de Max Pécas : Paul
- 1989 : Rouget le braconnier de Gilles Cousin : Louis Rouget
- 1989 : Une affaire de femmes de Claude Chabrol : Huissier
- 1989 : Mon ami le traître de José Giovanni : Minsol

#### Années 1990
- 1991 : Merci la vie de Bertrand Blier : Patient
- 1992 : Betty de Claude Chabrol : l'oncle de Betty
- 1993 : Un, deux, trois, soleil de Bertrand Blier : Maurice Le Garrec
- 1995 : Les Deux Papas et la Maman de Jean-Marc Longval : Docteur Allouche
- 1996 : Passage à l'acte de Francis Girod : Guérin
- 1997 : Le Cousin d'Alain Corneau : Philippe
- 1999 : Confort moderne de Dominique Choisy : Murat

#### Années 2000
- 2000 : Laissez-passer de Bertrand Tavernier : Jussieu
- 2002 : Bord de mer de Julie Lopes-Curval : Robert
- 2002 : L'Outremangeur de Thierry Binisti : Benoît Collet
- 2002 : Soif de Saâd Chraïbi : Le lieutenant
- 2003 : Tais-toi ! de Francis Veber : Lambert
- 2004 : La Petite Chartreuse de Jean-Pierre Denis : L'enquêteur
- 2006 : Pars vite et reviens tard de Régis Wargnier : Roubaud
- 2006 : Mes copines de Sylvie Ayme : Le père de Marie
- 2009 : La Loi de Murphy de Christophe Campos : L'inspecteur Verlun

#### Années 2010
- 2010 : Gardiens de l'ordre de Nicolas Boukhrief : Rudy
- 2010 : La Rafle de Roselyne Bosch : Pierre Laval
- 2011 :  Les Fraises des bois de Dominique Choisy : Patrick
- 2011 : Le Bal de la Saint Jean de Francisco Athié : Le conseiller
- 2012 : Ma bonne étoile d'Anne Fassio : Étienne Bronec
- 2014 : Avis de mistral  de Rose Bosch : Jean-Mi

### Télévision
- 1981 : Les Enquêtes du commissaire Maigret de Stéphane Bertin : Pierrot (épisode Maigret se trompe)
- 1982 : Médecins de nuit de Stéphane Bertin : Dr. Jean-Marc Libert (épisode La nuit d'Espagne)
- 1984 : Les Enquêtes du commissaire Maigret d'Alain Levent : L'inspecteur Dicelle (épisode Maigret à Vichy)
- 1987 : Marie Pervenche : Gambier (épisode Le jour de gloire n'est pas près d'arriver)
- 1987 : Les Enquêtes du commissaire Maigret de Maurice Frydland : Zebio (épisode Les Caves du Majestic)
- 1988 : Sueurs froides : Le mari de Laurence (épisode À la mémoire d'un ange)
- 1994 : Deux Justiciers dans la ville : Louvier  (épisode Dame de cœur)
- 1995 : Parents à mi-temps d'Alain Tasma : Patrick
- 1996 : Maigret : Chabiron (épisode Maigret a peur)
- 1997 : Regards d'enfance : Gérald (épisode Mélanie)
- 1997 : Harcelée de Nicolas Cuche : Jacques
- 1998 : La Famille Sapajou : Le Retour d'Élisabeth Rappeneau : Sylvain Larrieu
- 1998 : Une femme d'honneur : Commissaire Péraldi (épisode Balles perdues)
- 1999 : Les Duettistes : Langevin (épisode Une dette mortelle)
- 2000 : Passage interdit de Michaël Perrotta : Marcel-Ange
- 2001 : Lyon police spéciale : Paoli (épisode L'affaire Paoli)
- 2001 : Boulevard du palais : Facco (épisode L'affaire Muller)
- 2001 : L'impasse du cachalot d'Élisabeth Rappeneau : Michel
- 2001 : Agathe et le grand magasin de Bertrand Arthuys : Roland
- 2002 : Division d'honneur de Jean-Marc Vervoort : Jeff Leray
- 2002 : Vu à la télé de Daniel Losset : Paul
- 2003 : Les femmes ont toujours raison d'Élisabeth Rappeneau : Archambault
- 2003 : L'affaire Martial de Jean-Pierre Igoux : Pierre
- 2003 : La vie érotique de la grenouille de Bertrand Arthuys : Olivier
- 2004 : Les Amants du bagne de Thierry Binisti : Letaillec
- 2004 : Une femme d'honneur : Claude Poquet (épisode Complicité de viol)
- 2005 : Papa est formidable de Dominique Baron : Eric
- 2005 : Allons petits enfants de Thierry Binisti : Maurice Lacorre
- 2005 : Ma meilleure amie d'Élisabeth Rappeneau : Antoine
- 2005 : Louis Page : Florian Cathelin (épisode Des bleus à l'âme)
- 2005 : La Bonne Copine de Nicolas Cuche : Valentin
- 2006 : Mes parents chéris de Philomène Esposito : Jacques
- 2006 : Les Tricheurs : Rochet (épisode Le tricheur à l'as de carreau)
- 2006 : Fête de famille de Lorenzo Gabriele : Gérald
- 2007 : Le piano oublié de Henri Helman : Michel
- 2008 : L'ex de ma fille de Christiane Spiero : Jean-Marc
- 2010 : Le juge est une femme : Maître Courson (épisode Par amour)
- 2010 : Le Pigeon de Lorenzo Gabriele : Gérard Masson
- 2011 : Chez Maupassant : Boule de suif de Philippe Bérenger : Monsieur Loiseau
- 2011 : Gérald K. Gérald d'Élisabeth Rappeneau : Sénateur Lesdiguière
- 2011 : Famille d'accueil : Claude (épisode Nage libre)
- 2012 : Section de recherches : Jean-Paul Louvain (épisode  Tarif de nuit)
- 2013 : Nicolas Le Floch de Philippe Bérenger : L'inspecteur Marais (épisode Le sang des farines)
- 2013 : Détectives : Malki (épisode Les évaporés)
- 2013 : Commissaire Magellan : Galtier (épisode Chaud devant)
- 2014 : Disparus de Thierry Binisti : Commandant Morel
- 2015 : Le Vagabond de la Baie de Somme de Claude-Michel Rome : Philippe Bernier
- 2016 : Meurtres à l'île de Ré de François Basset et Jules Maillard : Serge Pelletier
- 2016 : Nina : Colonel Bourget (épisode Deuxième chance)
- 2017 : La Soif de vivre de Lorenzo Gabriele : Gérard
- 2018 : Les Mystères de la basilique de François Guérin : Philippe Delcourt
- 2018 : Caïn : Sylvain (épisode Une histoire de famille)
- 2019 : Les Mystères du Bois Galant de Lorenzo Gabriele : Didier Marquet
- 2020 : De Gaulle, l’éclat et le secret de François Velle : Michel Debré
- 2020 :  Hortense de Thierry Binisti : Bernard Rivat
- 2020 : Les Mystères de la chorale d'Emmanuelle Dubergey : Thomas Schneider
- 2022 : Les Combattantes d'Alexandre Laurent : Raymond Poincaré
- 2022 : Tropiques criminels d'Anne Fassio : Bruno Crivelli (saison 4, épisode 7 : O'Mullane)
- 2023 : Meurtres aux Îles de Lérins d'Anne Fassio : Bruno Castaldi
- 2023 : Maman a disparu de François Basset : Jérémy

### Publicité
- Années 1990 : saga publicités Nescafé avec Sandrine Caron

### Auteur et Réalisateur
- 2011-2014 : Paroles de Pêcheurs, 4 documentaires de 52 min[3]
- 2021-2022 M. & Mme Toutlemonde, (long métrage de fiction) sélection officielle au Festival International du film, d'Amiens.

## Théâtre

### Années 1980
- Les Chiens de Dieu (Création) de G.Cinq, mise en scène de G.Cinq - Cartoucherie de Vincennes
- Roméo et Juliette de William Shakespeare, mise en scène de Jean-Paul Lucet - Festival du Marais
- Barouf à Chioggia de Carlo Goldoni, mise en scène de François Timmermann - Théâtre 13
- Le Triomphe de l'amour de Marivaux, mise en scène de François Maistre - Festival d'Angers
- Pour l'exemple (Création) de James Lansdale Hodson (en), mise en scène de François Maistre - TBB
- Un bon patriote (Création) de John Osborne, mise en scène de Jean-Paul Lucet - Théâtre de l'Odéon
- Danton et Robespierre (Création) d'Alain Decaux, mise en scène de Robert Hossein - Palais des congrès
- Péricles de William Shakespeare, mise en scène de Jean-Michel Noirey - Théâtre du Ranelagh
- Architruc de Robert Pinget, mise en scène de Jean-Michel Noirey - Eden Théâtre (Paris)
- Du sang sur le cou du chat de Rainer Werner Fassbinder, mise en scène de Jean-Michel Noirey - Eden Théâtre (Paris)
- Un revolver pour deux  (Création) de Serge Sàndor, mise en scène de Serge Sàndor - Eden Théâtre (Paris)
- La Jalousie du barbouillé de Molière, mise en scène de Jean-Michel Noirey - Eden Théâtre (Paris)

### Années 1990
- Derniers Remords avant l'oubli (Création) de Jean-Luc Lagarce, mise en scène de Hans Peter Cloos - Jardin D'Hiver
- Mozart Minuit 54 Création et mise en scène de Hans Peter Cloos - Salle Gaveau
- Les Estivants de Maxime Gorki, mise en scène de Luis Pasqual - Théâtre de l'Odéon
- Âmes sœurs (Création) d'Enzo Cormann, mise en scène de Sophie Duprez- Festival d'Avignon
- Terre promise (Création) de Roland Fichet, mise en scène de Robert Cantarella - Théâtre national de Bretagne
- Le Siège de Numance (Création), (traduction) Philippe Minyana de Miguel de Cervantes, mise en scène de Robert Cantarella - Théâtre du Rond-Point
- Les Solitaires intempestifs (Création) de Jean-Luc Lagarce, mise en scène de Jean-Luc Lagarce - Théâtre le Granit à Belfort, Théâtre de la cité universitaire à Paris
- Les Exaltés de Robert Musil, mise en scène de Patrick Aggeag - Théâtre de Gennevilliers
- Maurice l'Indomptable (Création) de Jean-Michel Noirey, mise en scène de Jean Michel Noirey - Maison de la Culture d'Amiens, Théâtre Déjazet, Théâtre Tristan Bernard

### Années 2000
- Frontéra (Création) de collectif, mise en scène d'Ester Nadal - Théâtre de L'Estive, Unesco
- La Jeune Fille et la Mort, (Création) d'Ariel Dorfman, mise en scène de Didier Long - Théâtre 14
- La Saison des blessures (création, version monologue ) de Jean-Michel Noirey, mise en scène de Jean-Michel Noirey - Salle Toulouse Lautrec, Le Crotoy
- Demain je serai de nouveau moi !, Solo de et avec Jean-Michel Noirey
- Demain je serai de nouveau moi !, Solo de et avec Jean-Michel Noirey - Théâtre du Beffroi de Rue, 2016
- La Saison des blessures (Création, version à trois personnages) de Jean-Michel Noirey, mise en scène de Jean-Michel Noirey - Théâtre du Beffroi de Rue, Espace Saint André à Abbeville, Novembre 2016, Théâtre des Menilmontant à Paris XXe / 2017
- Le Bonheur (création, monologue) de et avec Jean-Michel Noirey, mise en scène de Jean-Michel Noirey en collaboration avec Franckie Avella - Théâtre du Beffroi de Rue, Théâtre des Menilmontant Paris XXe, 2016-2017
- Mon nom est James Dean de et mise en scène Jean-Michel Noirey, 2017-2018
- Puissance et Trahison d’un Père de et mise en scène Jean-Michel Noirey, Théâtre du Beffroi de Rue, 2019

## Discographie
- 1998 : Maurice L'Indomptable (MCA Amiens)
- 2001 : Tout nu dans le soleil
- 2005 : Question de couleurs
- 2009 : La Vie en boucle (ICI Label)
- 2013 : Matricule 7358 (ICI Label)

## Publication
- Le Bonheur, Edition Arbazar Collectif d'artistes, 2017